# الحرب الميسينية الأولى
دارت الحرب الميسينية الأولى بين ميسينيا وأسبرطة. بدأت في عام 743 قبل الميلاد وانتهت في عام 724 قبل الميلاد، بحسب البيانات التي سجّلها الرحالة والجغرافي اليوناني باوسانياس.
كانت الحرب الميسينية الأولى استمرارًا للعداء بين الآخائيين والدوريين الذي بدأ من خلال عودة هيراكليد المزعومة. استخدم كلا الجانبين حادثة ذات ثقل خاص لنقل العداء إلى ساحات المعارك. استمرّت الحرب 20 عامًا، وانتهت بانتصار أسبرطة. تم إخلاء ميسينيا من سكانها بسبب هجرة الآخائيين إلى دول أخرى. أولئك الذين لم يهاجروا صُغّرِت مكانتهم الاجتماعية إلى مرتبة هيلوتس أو قنانة، وبقي أحفادهم لقرون عديدة مستعبدين بالوراثة، واستمرّ وضعهم كذلك حتى احتاجتهم أسبرطة للدفاع عنها.

## التواريخ

### التاريخ المرجعي بحسب باوسانياس
يقول باوسانياس إن الحملة الافتتاحية كانت على شكل هجوم مفاجئ على أمفييا، شنّتها قوات بقيادة ملك أسبرطة من سلالة أجيداي ألكمينيس في العام الثاني من الأولمبياد التاسع. ومثّل التخلي عن جبل في العام الأول من الأولمبياد الرابع عشر نهاية الحرب. حُدّد تاريخ الحرب في عام 743/742 قبل الميلاد حتى عام 724/722 قبل الميلاد، غالبًا ما يستند إليها لتحديد تاريخ أحداث أخرى في التاريخ اليوناني. من الواضح أن باوسانياس كان لديه حق الوصول إلى التسلسل الزمني للأحداث في الأولمبياد. تفاصيل الحرب ليست مؤكدة، ولكن باوسانياس استند إلى مصدرين رئيسيين: القصيدة الملحمية لريانوس بيني لتأريخ أحداث النصف الأول، وتاريخ النثر لميرون برييني للنصف الثاني. لم يبقَ شيء من تلك المصادر سوى بعض البقايا.

### التوايخ المقدّمة من دراسة الآثار في تيراس وأسيني
قدّم جون كولد ستريم طريقة ثانية للتأريخ تأخذ بعين الاعتبار علم الآثار، والأدلة الأدبية الأخرى. دخل آرغوس الصراع إلى جانب ميسينيا حتى نهاية الحرب. وقرر الطرفان القضاء على أسيني انتقامًا لمساعدتها أسبرطة أثناء الغزو الأسبرطي لآرغوس، وضعت أسبرطة اللاجئين بعد الحرب في مستوطنة جديدة تسمى أسيني على خليج ميسينيان (منطقة كوروني حاليًا). يعود تاريخ التدمير في منطقة أسيني القديمة إلى عام 710 قبل الميلاد، وهو أكثر دقة في الواقع من التواريخ التي يمكن الحصول عليها من خلال دراسة الآثار.
الجزء الثاني من الأدلة المدعومة من الناحية الأثرية هو استقرار البارثينيون في تيراس في إيطاليا. أنجبت العديد من نساء أسبرطة أبناءً غير شرعيين من آباء غير أسبرطيين، أثناء فترة غياب الرجال في الحرب، بعض هؤلاء الآباء من ميسينيا. حُرِم أولئك الأطفال من الجنسية، وشكّلوا أقلية غير مرغوبة، ما دفعهم إلى التمرد. رُحِّل البارثينيون تحت قيادة فالانتوس وباقتراح من أوراكي ليأسسوا تيراس في منطقة سانتوريني، التي أصبحت لاحقًا إحدى ضواحي تارينتوم. يُعتبَر الفخار المُكتشَف في المنطقة يوناني فقط، وأساليب الهندسة تنتمي إلى عام 700 قبل الميلاد. يقول يوسابيوس إن تيراس تأسست في عام 706 قبل الميلاد، إذ افترض أن الأطفال رُحلِّوا مباشرةً بعد الحرب. بينما يعود تاريخ الحرب بحسب كولد ستريم إلى 730-710 قبل الميلاد.

## الأسباب

### استفزاز فوري
وصلت الكراهية المتبادلة بين اللاكونيان والميسينيون إلى ذروتها عند وقوح حادثة اعتبرت محرضًا فوريًا للحرب، وهي عبارة عن عملية سرقة ماشية. أجّر بوليشارس من ميسينيا بعض الأراضي المخصصة للرعي إلى أويسفنوس من أسبرطة. باع الأخير الماشية لبعض التجار، مدعيًا أن القراصنة سرقوا الماشية. وبينما كان أويفنوس يقدم الأعذار لبوليشارس وصل أحد رعاة القطيع هاربًا من التجار، ليطلع سيده على الحقائق. اعتذر أويفنوس وطلب من بوليشارس السماح لابنه بالذهاب معه واسترداد المال، ولكنّ بوليشارس قتل الابن عند تجاوزه الحدود الأسبرطية. التمس بوليشارس العدالة من القضاء الأسبرطي، وعندما أصابه اليأس بدأ بقتل الأسبارطين الذين يمكنه الوصول إليهم بشكل عشوائي. طلب القضاء الأسبرطي من ميسينيا تسليم بوليشارس، إلا أن القضارة الميسينيون أصروا على تسليم إيفنوس في المقابل.
تسبّبت الحادثة السابقة في انفجار أعمال عنف واسعة، امتدّت على مستوى البلاد. أرسل الأسبرطيون وفدًا لتقديم التماس من ملوك ميسينيا. كان أندروكليس مع تسليم المجرم، بينما خالفه أنطيوخوس الرأي. عاد الأخيران إلى التاريخ الكامل للعلاقات الأسبرطية الميسينية، بما في ذلك اغتيال تيليكلوس قبل 25 عامًا وأصبح النقاش محتدمًا لدرجة إشهار الأسلحة. اعتدى مؤيدو الملكين على بعضهما البعض وقُتِل أندروكليس. أخبر أنطيوخوس أسبرطة أنه سيرفع القضية إلى المحاكم في آرغوس (دوريون) وأثينا (آخيائيون). توفي أنطيوخوس بعد بضعة أشهر وخلفه ابنه إيفيس، واختلف الموقف مع تولي الأخير، إذ شن الجيش الأسبرطي تحت قيادة ملوك أسبرطة هجومًا على ميسينيا بعد فترة وجيزة.

### أسباب أخرى ممكنة
ذكر باوسانياس تفاصيل حادثة الاستفزاز، وعبّر عن رأيه بأن السبب الأساسي كان التوتر العرقي والإقليمي بين لاكونيا وميسينيا. قدم العديد من العلماء تحليلات للأسباب الكامنة على مر القرون بعد باوسانياس. يرى المؤرخ الحديث ويليام دونستان أن الغزو الأسبرطي (باستثناء مستعمرة تارانتوم) كان بديلًا عن الاستعمار الذي قامت به معظم ولايات اليونان الأخرى للتخفيف من الاكتظاظ السكاني في الداخل، لم يُدعَم هذا الرأي بأي دليل، وأضافوا أن تحرّك الطبقة الأرستقراطية الأسبرطية كان مدفوعًا بالرغبة في الثروة، استند المحللون إلى الغنى الثقافي في تلك الفترة، وبعض السلع الأجنبية التي تعود إلى فترة الاستشراق، التي عُثِر عليها أثناء التنقيب في معبد أرتميس أورثيا في أسبرطة. لا نقرأ عن دوافع كهذه في المصادر الكلاسيكية. تحسن الاقتصاد الأسبرطي بشكل ملحوظ مع تدفق المستحقات من فئة هيلوتس الجديدة في ميسينيا. ما من دليل على أن الترتيب الاقتصادي الأخير كان أحد أسباب الحرب المقصودة.
كان أقوى اقتراح للدافع الأساسي الكامن وراء الحرب هو ما اعترف به أحد الملوك الأسبرطيين بأنهم بحاجة إلى الأراضي الميسينية. كان دستور أسبرطة ساري المفعول بحلول الوقت الذي اندلعت فيه الحرب، وكان الجيش الأسبرطي جيشًا محترفًا، وهو ما يتضح من خلال تكتيكاتهم في الحرب، وإحجام الميسينيين عن مواجهتهم. أعاد ليكرجوس توزيع جميع الأراضي في لاسيديمون، حصل بالتقسيم على 39000 قطعة أرض متساوية، وزّع 9000 منها إلى نخبة الرجال الأسبرطيين، و30.000 إلى البيريوسيين. يعبّر فلوطرخس (مصدر المعلومات السابقة) عن رأيين مختلفين بخصوص موقع القطع التسعة آلاف: إمّا 6000 منها في لاسيديمون، و3000 في ميسينيا (ضمّها الملك بوليدوروس المنتصر في الحرب الميسينية الأولى)، أو 4500 قطعة في كل منطقة. صرح أرسطو لاحقًا أن أسبرطة يمكن أن تدعم 3000 من المشاة و1500 من سلاح الفرسان. بموجب القانون يحق لكل رجل أسبرطي كليروس خاص به، أي قطعة أرض غير قابلة للمصادرة. كتب المؤرّخ السويسري ياكوب بوركهارت أن بوليدوروس تساءل عما إذا كان يريد شن حرب ضد الإخوة (على الأرجح اندمج الدوريون في المجتمع الميسيني) فأجاب: «كل ما نريده هو أرض لم تُوزَّع بعد».
يذكر ثوقيديدس أن أسبرطة سيطرت على خمسي مساحة البيلوبونيز، أي ما يبلغ 8500 كيلومتر مربع (3300 ميل مربع) وفقًا لنيجل كينيل. باستخدام هذا الرقم كتقدير تقريبي لمساحة الأرض التي يشغلها 39000 كليروس، نستنتج أن مساحة كل كليروس بلغت 54 فدانًا (22 هكتارًا)، وهي منطقة زراعية مهمة. اعتمدت المواطنة والوضع الاجتماعي على امتلاك الأراضي، ما يقوّي فرضية أن امتلاك المزيد من الأراضي كان أحد أسباب الحرب.